# Пайкузе (посёлок)
Па́йкузе (эст. Paikuse) — городской посёлок в уезде Пярнумаа, Эстония. До административно-территориальной реформы 2017 года был центром одноимённой волости (упразднена). После реформы вошёл в состав муниципалитета Пярну и стал административным центром волостного района Пайкузе.

## География и описание
Расположен к востоку от города Пярну, на правом берегу реки одноимённой реки; на севере граничит с городом Синди. Высота над уровнем моря — 10 метров.
Климат умеренный. Официальный язык — эстонский. Почтовый индекс — 88301.

## Население
По данным переписи населения 2021 года, в Пайкузе насчитывалось 2917 жителей, из них 2703 (92,9 %) — эстонцы.
По данным переписи населения 2011 года, в посёлке проживали 2375 человек, из них 2173 (91,5 %) — эстонцы.
Численность населения посёлка Пайкузе по данным переписей населения:
| Год  | 1959 | 1970  | 1979   | 1989   | 2000   | 2011   | 2021   |
| ---- | ---- | ----- | ------ | ------ | ------ | ------ | ------ |
| Чел. | 477  | ↗ 620 | ↗ 1481 | ↗ 1837 | ↗ 2038 | ↗ 2375 | ↗ 2917 |

## История
До 1975 года посёлок назывался поселением Синди (эст. Sindi asundus).  C 1978 года до 2011 года имел статус сельского посёлка. Современный статус получил 15 июля 2011 года.
Посёлок возник в 1920-х годах, после земельной реформы, на землях национализированной мызы Цинтенгоф (нем. Zintenhof, Синди, эст. Sindi mõis).
Название Пайкузе было дано населённом пункту в связи с тем, что он был центром Пайкузеского сельсовета (эст. Paikuse külanõukogu), до 1966 года носившего название Таалиский сельвет (эст. Taali külanõukogu). Исторической предшественницей этой административной единицы была волость Пайкузе, существовавшая в 1938—1950 годах.
1 ноября 2017 года, после объединения волостей Аудру, Пайкузе, Тыстамаа и города Пярну и образования муниципалитета Пярну, посёлок Пайкузе стал центром волостного района Пайкузе.
Постановлением Правительства Эстонской республики № 116 от 5 июня 1990 года в Пайкузе была открыта Школа полиции Министерства внутренних дел Эстонии. Школа действовала как отдельное учреждение профессионального обучения полицейских до 2004 года, когда она была объединена с Полицейским колледжем Эстонской академии внутренней безопасности. В настоящее время учебное заведение носит название Пайкузеское отделение Колледжа полиции и пограничной охраны, там продолжается обучение полицейских.

### Поселения каменного века
В 2000—2002 годах на территории Пайкузе были обнаружены три поселения каменного века, расположенные в одном поясе и получившие название «Синди-Лодья» (внесены в Государственный регистр памятников культуры Эстонии как археологические памятники):

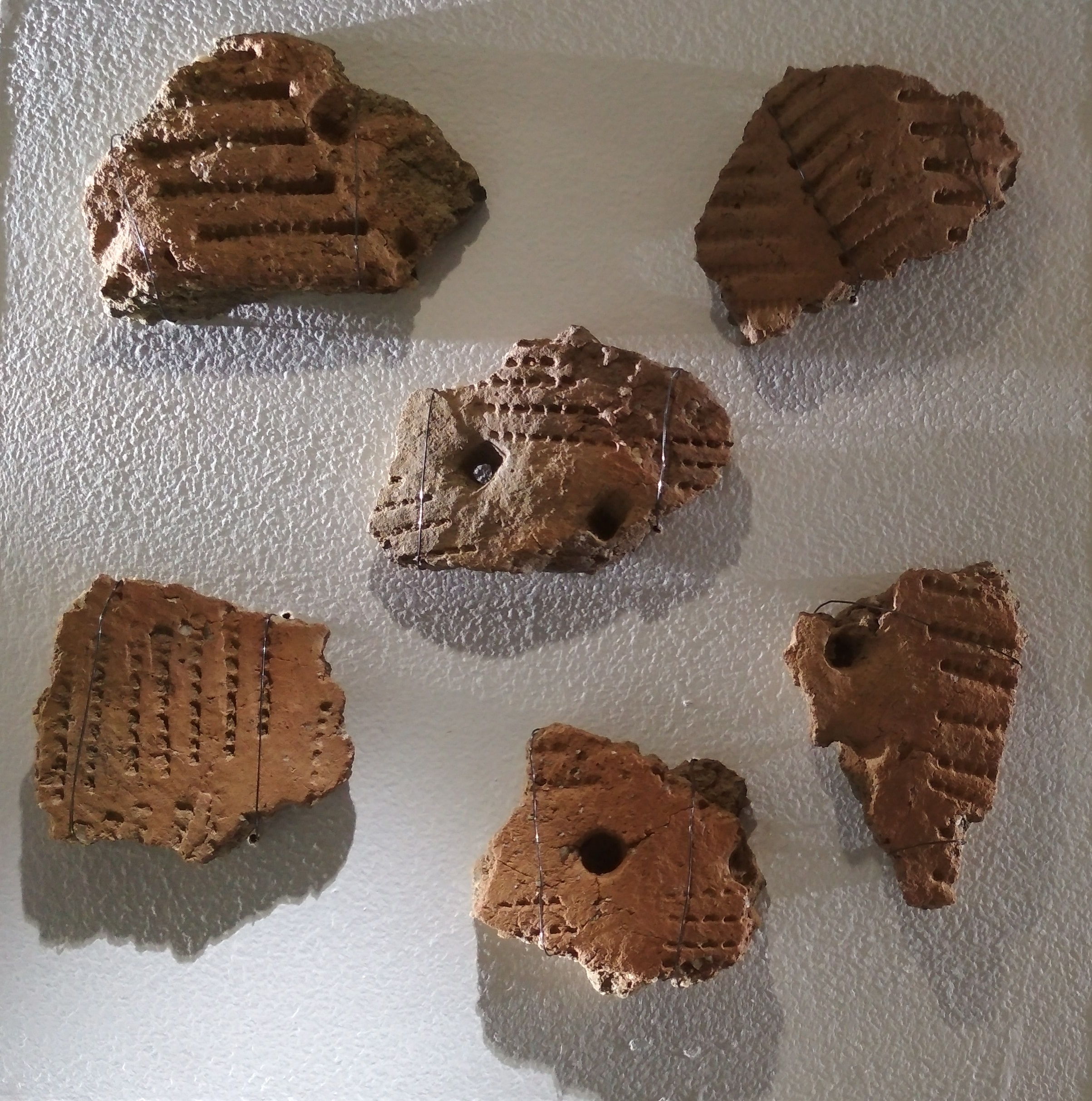
Осколки гребенчатой керамики из поселения Синди-Лодья III

- Синди-Лодья I — поселение мезолита (среднего каменного века), датируется примерно 9600—5000 гг. до нашей эры. Найдены каменные предметы и кости;
- Синди-Лодья II — поселение мезолита, датируется примерно 7300—6650 гг. до н. э. Основную часть найденного материала составляли остатки обработки кремня, но встречались и предметы вторичной обработки, преимущественно скрёбла.
- Синди-Лодья III — примерно 4000—1800 гг. до н. э. Поселение можно связать с типичными культурами ямочно-гребенчатой и шнуровой керамики.

В 2024 году, при строительстве нового моста Синди—Лодья, у реки Рейу было обнаружено ещё одно поселение каменного века. Нынешний мост был построен в 1930-х годах.

## Инфраструктура
В посёлке работают:
- детский сад[20];
- основная школа[21];
- Пайкузеский спорткомплекс[22];
- магазин «Paikuse Konsum» торговой сети «Coop»[эст.][23].

На берегу реки Пярну есть открытая тренажёрная площадка.

## Галерея

Посёлок Пайкузе
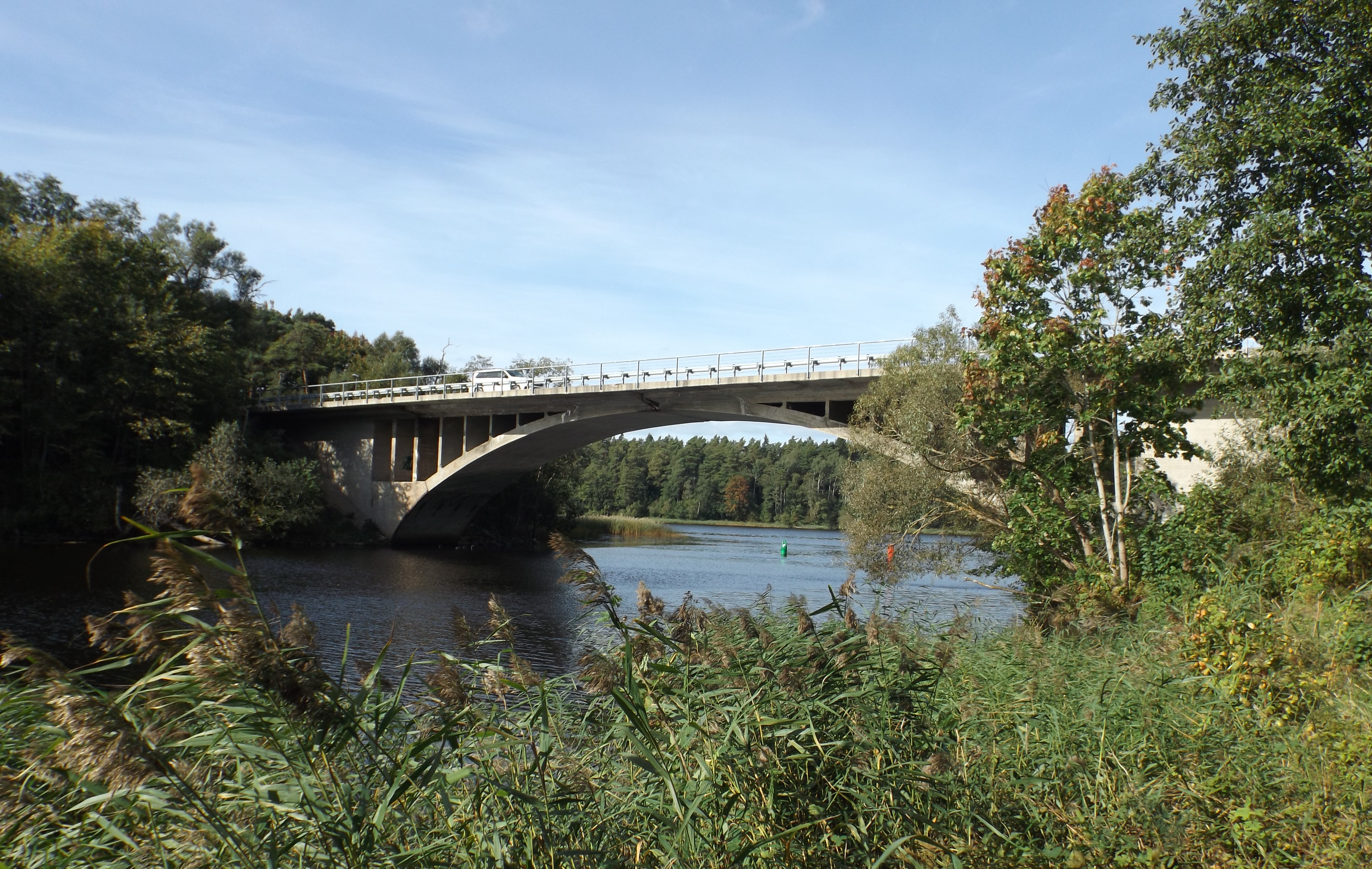
Старый мост Синди-Лодья
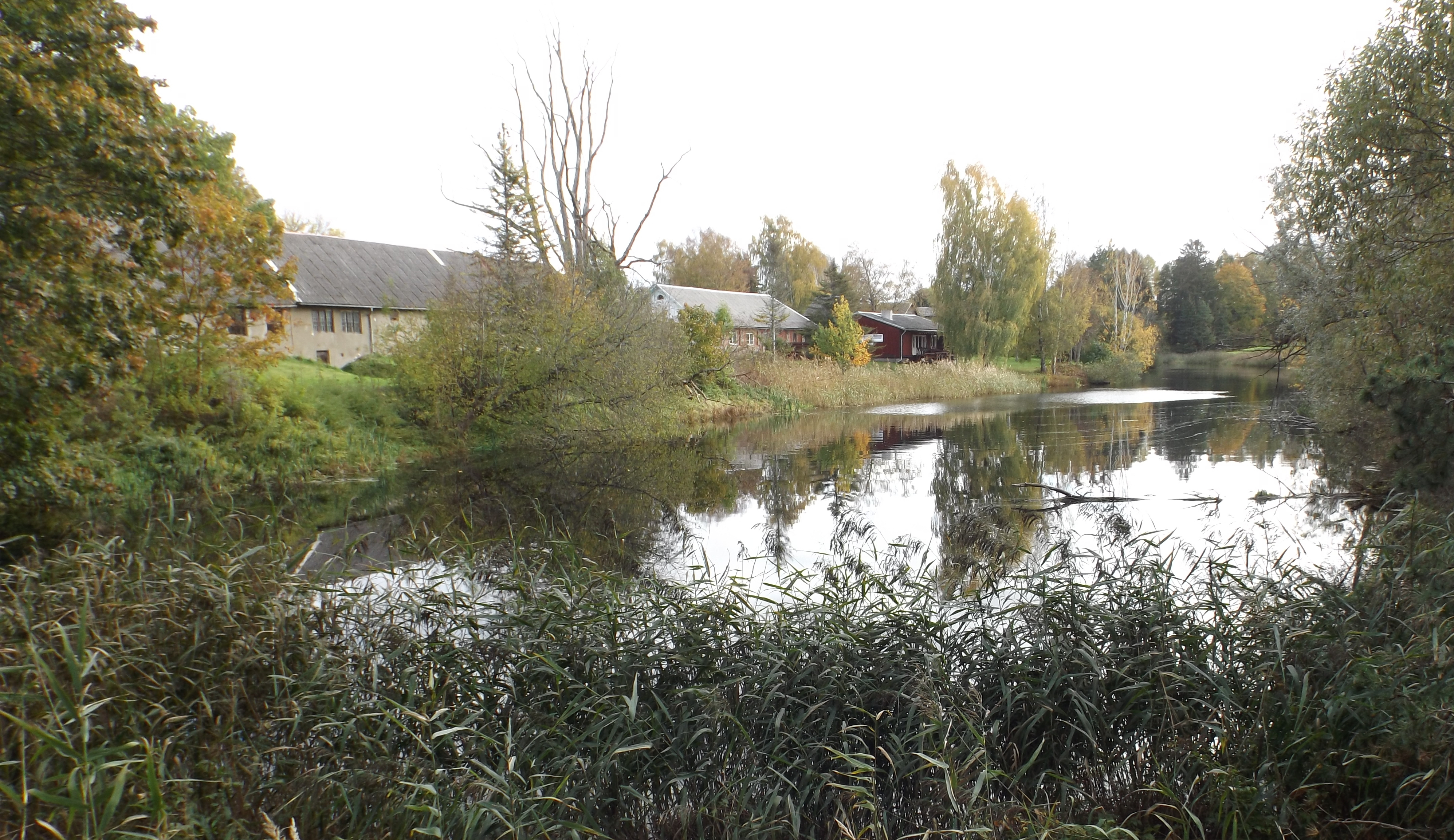
Запруда Тюрги
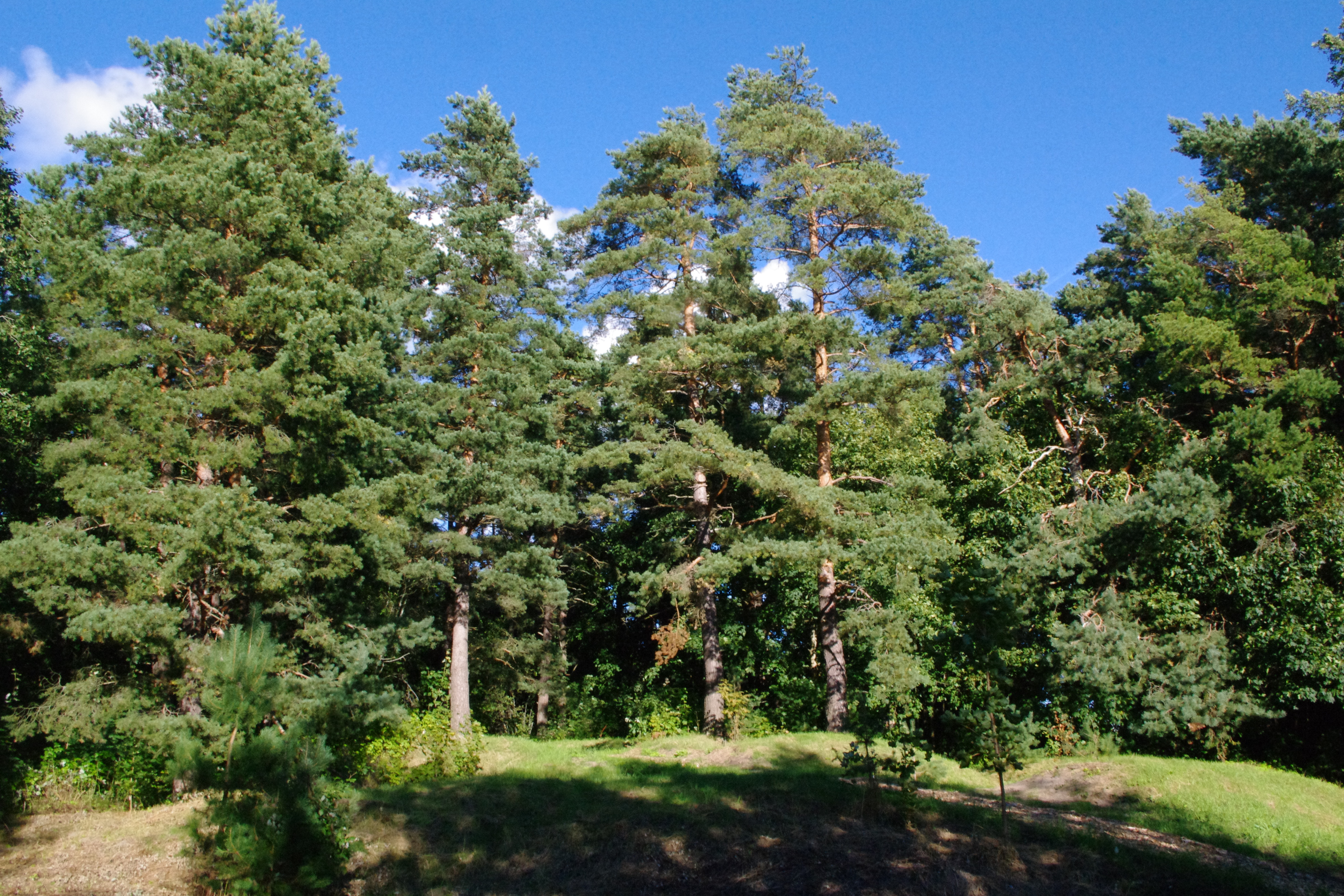
Место поселения каменного века «Синди-Лодья I»
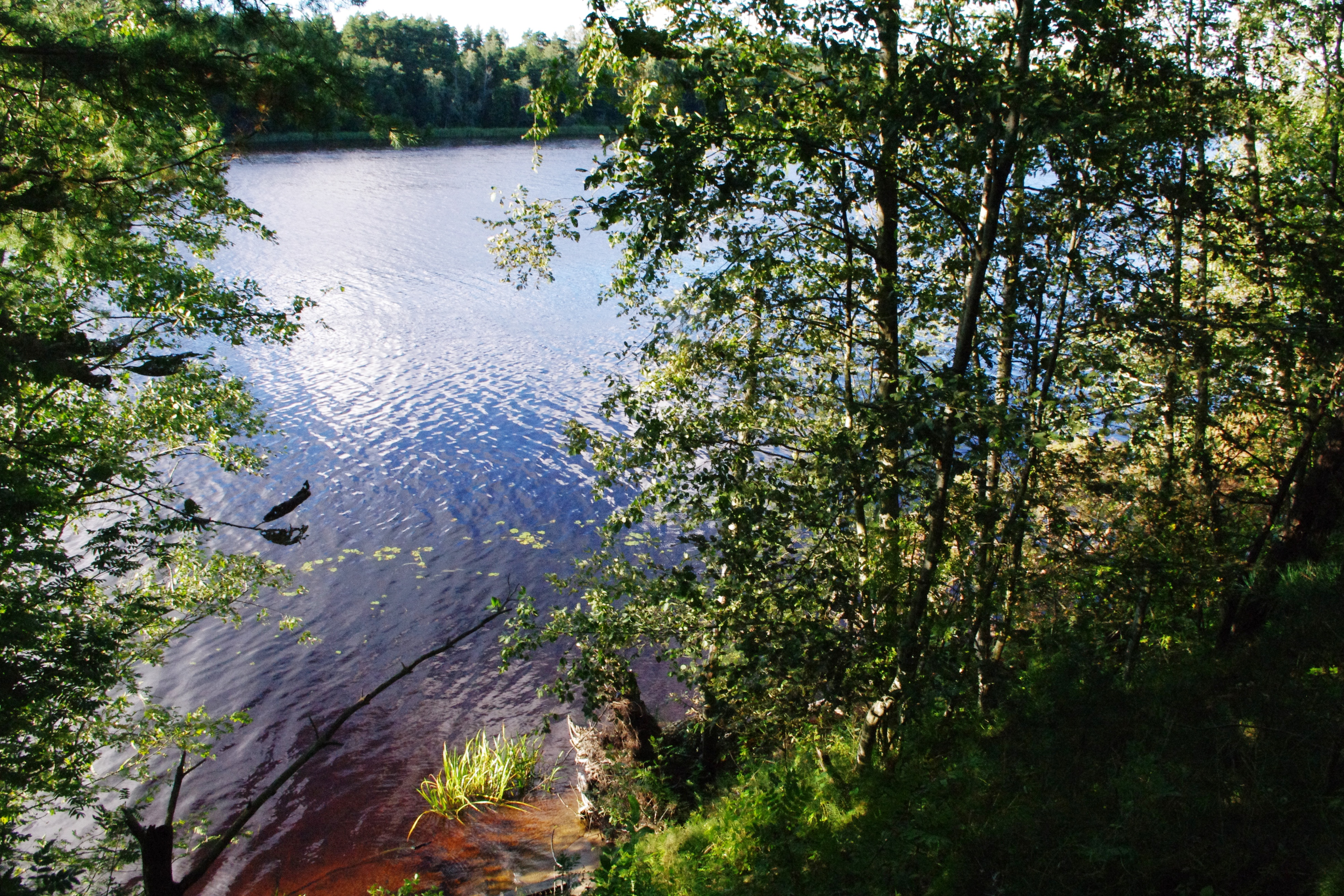
Место поселения каменного века «Синди-Лодья II»
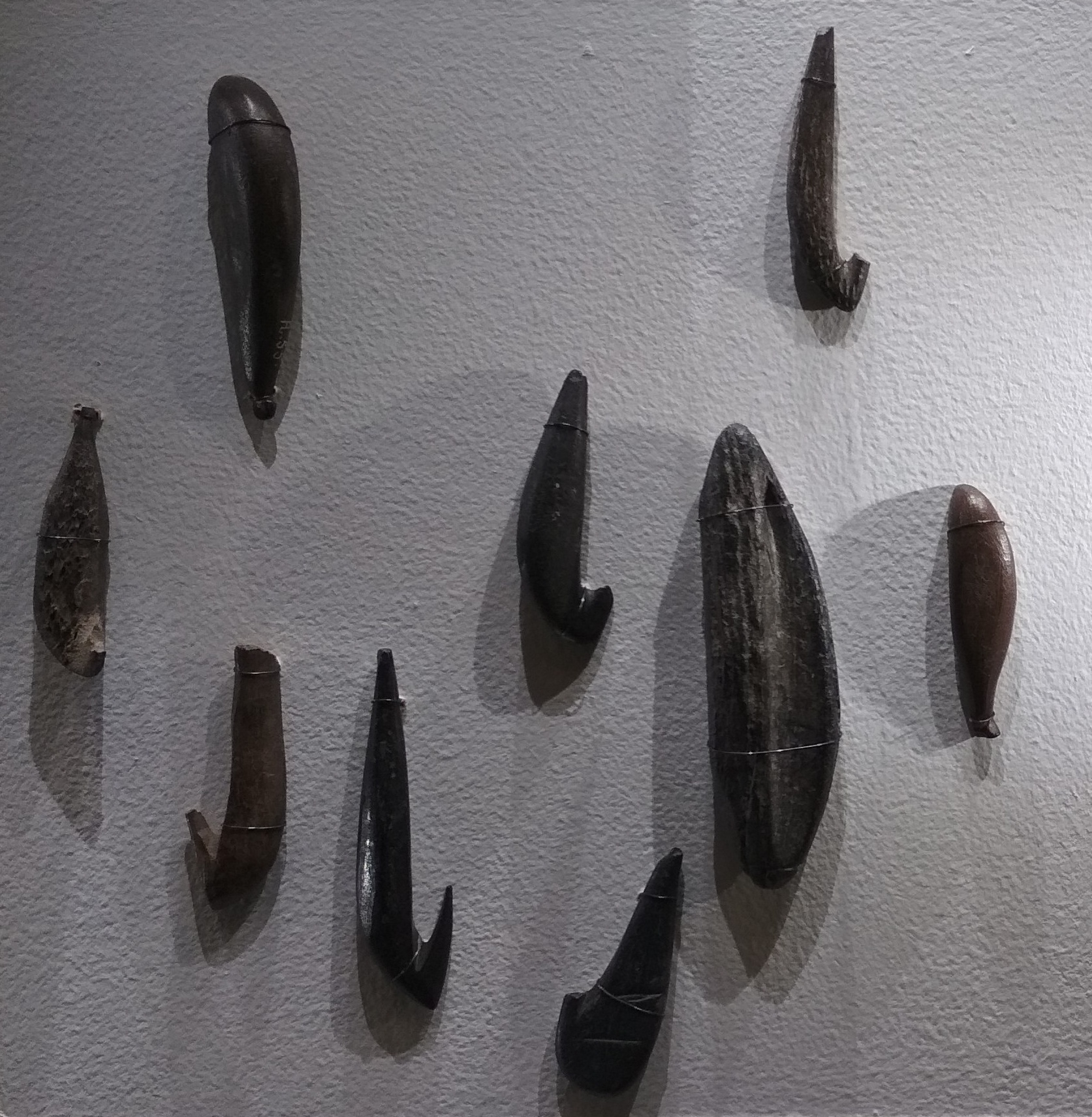
Костяные рыболовные крючки из поселения каменного века «Синди-Лодья I»